# Ronnie Boykins
Ronald Boykins (Chicago, 17 december 1935 - New York, 20 april 1980) was een Amerikaanse jazzcontrabassist en sousafonist.

## Biografie
Boykins bezocht de DuSable High School in Chicago en begon zijn muziekcarrière in sessies bij Muddy Waters, Johnny Griffin en Jimmy Witherspoon. Hij werd uiteindelijk bekend als lid van het Sun Ra Arkestra tijdens zijn periode in Chicago. Hij trok met het orkest naar Canada en daarna naar New York. Boykins werkte mee aan sleutelalbums van het orkest, zoals Jazz in Silhouette (1958), Other Planets of There (1964), The Magic City en The Heliocentric Worlds of Sun Ra, Volume One & Two (1965). Tijdens deze periode was hij bovendien betrokken bij opnamen van George Benson/Jack McDuff, Bill Barron en Elmo Hope. Hij was van 1958 tot 1966 vast lid van Sun Ra's band, maar werkte daarna tot 1973 nu en dan nog met hem.
In 1964 werkte Boykins met de New York Contemporary Five van Archie Shepp. In 1967 werkte hij mee bij Rahsaan Roland Kirks album Now Please Don't You Cry, Beautiful Edith. Eind jaren 1960 formeerde hij zijn eigen band The Free Jazz Society, waarin ook de pianist John Hicks speelde.
Tijdens de jaren 1970 speelde Boykins met het freejazz-samenwerkende Melodic Art-tet met de drummer Roger Blank, de saxofonist Charles Brackeen en de trompettist Ahmed Abdullah. In 1973 maakte hij opnamen met de bugelist Earl Cross. In 1974 nam hij onder zijn eigen naam in sextet-bezetting The Will Come, Is Now op bij ESP Disk. In 1976 speelde hij met Charles Tyler (Saga of the Outlaws) en David Eyges haalde hem in 1977 voor zijn album Captain. In 1979 speelde hij met Steve Lacy en Dennis Charles in de formatie New York Capers and Quirks (te horen op het album Capers, HatHut Records). Bovendien werkte hij tijdens deze periode met Mary Lou Williams, Marion Brown en Sarah Vaughan.

## Overlijden
Ronnie Boykins in april 1980 op 44-jarige leeftijd aan de gevolgen van een hartinfarct.

## Discografie
- The Will Come, Is Now (ESP, 1974; met Joe Ferguson, Art Lewis, Jimmy Vass, Monty Waters, George Avaloz, Daoud Haroom)

- Bibliothèque nationale de France: cb139219964 (data)
- Gemeinsame Normdatei: 134820509
- International Standard Name Identifier: 0000 0000 5515 1202
- Library of Congress Control Number: n78052997
- MusicBrainz: 245a481f-228d-4a5f-939c-b839144f4f7f
- Virtual International Authority File: 74039394
- WorldCat: E39PBJvRTh9jybbC9xGGdkpgKd